# Игнатьево (Амурская область)
Игна́тьево — село в Благовещенском районе Амурской области России. Входит в состав Чигиринского сельсовета.

## География
Село Игнатьево — спутник города Благовещенск.
Село Игнатьево примыкает с северо-запада к территории аэропорта города Благовещенск.
Дорога к селу Игнатьево идёт на северо-запад от Благовещенска через посёлок Плодопитомник и аэропорт Игнатьево, расстояние до центра города — около 12 км. На северо-запад от Игнатьево идёт дорога к селу Марково.

## Население
| 2002  | 2010  | 2012 | 2013 | 2014 | 2015 | 2016 |
| ----- | ----- | ---- | ---- | ---- | ---- | ---- |
| 938   | ↘887  | ↗913 | ↗933 | ↗953 | ↗959 | ↗985 |
| 2017  | 2018  |      |      |      |      |      |
| ↗1001 | ↗1011 |      |      |      |      |      |

## Улицы
| - ул. Бабушкина, - ул. Берёзовая, - ул. Вознесенская, - ул. Дружная, - ул. Енисейская, | - ул. Звёздная, - ул. Малиновая, - ул. Молодёжная, - ул. Новая, - ул. Переселенческая, | - ул. Придорожная, - ул. Речная, - пер. Речной, - ул. Российская, - пер. Садовый, | - ул. Сахалинская, - ул. Саянская, - ул. Северная, - ул. Советская, - ул. Тенистая, | - ул. Тополиная, - ул. Удачная, - ул. Чукотская, - ул. Школьная, - ул. Шоссейная. |

## Достопримечательности
В сентябре 2020 года в селе установлен первый в России памятник графу Николаю Игнатьеву.